# Awaken (альбом Натали Грант)
Awaken — четвёртый студийный альбом американской певицы современной христианской музыки Натали Грант, выпущенный 22 марта 2005 года на лейбле Curb Records.

## Отзывы
| Оценки критиков       | Оценки критиков |
| Источник              | Оценка          |
| --------------------- | --------------- |
| AllMusic              | [ 2 ]           |
| CCM                   | A               |
| Cross Rhythms         | [ 4 ]           |
| JesusFreakHideout     | [ 5 ]           |
| The Phantom Tollbooth | [ 6 ]           |

Альбом получил положительные отзывы от музыкальных критиков. AllMusic Джонни Лофтус утверждал: «Несмотря на свою силу, мелодии на Awaken иногда кажутся переработанными, а наманикюренные инструменты снижают силу певческого голоса Грант. Но альбом все равно представляет собой удачное сочетание христианских тем с мейнстримовой поп-текстурой, а значит, заслуживает тех же похвал, что и Deeper Life».
Дэвид Маккри из CCM Magazine сказал: «Время признаться: Как только мне поручили рецензировать новый диск Натали Грант, в голову пришло не слишком лестное, предвзятое мнение. Разве она не очередная поп-дива с типовым звучанием? Но после одного прокручивания её диска с метким названием Awaken эта мысль быстро перешла в разряд „очень ошибочных“. После захватывающего путешествия за границу и недавнего духовного самоанализа Грант выпустила свой самый пронзительный и глубокомысленный проект на сегодняшний день. В музыкальном и лирическом плане „Awaken“ возносит Грант на вершину искусства, которая должна принести ей заслуженное признание. Будь то мощная хвала, звучащая в заглавном треке диска, или фортепианное раскрытие „The Real Me“, вызывающие аранжировки альбома передают сердце человека, который с головой погружается в реальность и принимает социальную ответственность как неотъемлемую часть своей веры. Одна из самых острых тем, которую затрагивает Грант, — это ужасающая проблема торговли людьми, не совсем стандартный материал для христианской музыки. Но после поездки в Индию и посещения ужасающего района красных фонарей Грант была потрясена этим опытом. Её своеобразный митинговый клич звучит в песне „Home“, захватывающем магнум опусе с участием Пражского филармонического оркестра. Дальнейшее назидание звучит в „What Are You Waiting For“, запоминающемся треке, призывающем христиан отказаться от самодовольства и внести значимый вклад в вечность. Затрагиваются и другие важные темы, включая самооценку („Make Me Over“) и личную трагедию („Held“). Также запоминается госпел-мелодия „Bring It All Together“ — душераздирающий дуэт о восстановлении, прекрасно исполненный вместе с легендой кантри-музыки Винонной Джадд. На протяжении всего диска Грант демонстрирует великолепный вокал. Кроме того, насыщенный инструментарий и прочная продюсерская работа усиливают и без того звёздную работу. Очевидно, что это лучшее её выступление, и этот релиз, безусловно, предвещает Грант дальнейшую плодотворную деятельность».
Стюарт Блэкберн из Cross Rhythms оставил более неблагоприятный отзыв, написав: «Натали Грант получила некоторое признание в Штатах: номинации на премию Dove и все такое. Справедливо будет признать, что она хорошо понимает вкусы своих домашних избирателей. Однако по эту сторону пруда нам потребуется больше убеждений. После бессмысленного интро-трека (модного в наши дни) Awaken вырывается из постели с щедрым куском пауэр-попа. Сравнение с Superchick и им подобными неизбежно. Тем не менее, с многогранным вокалом Натали и устремлениями рок-тёлок этот альбом начинает многообещающе. Затем начинается дрейф к середине пути. Очевидно, её продюсер заключил выгодную сделку со струнным оркестром в Чехии. Его пышные звуки украшают большую часть альбома, в то время как голос Натали становится все более драматичным, а перепроизводство сглаживает любые музыкальные грани. По иронии судьбы, именно здесь находится „The Real Me“, которая является самой сильной композицией из всех. Это романс с фортепиано и струнными, значительный отход от первоначального музыкального направления альбома. Предпоследний трек — шестиминутная госпел-экстраваганза с участием звезды кантри Вайнонны Джадд. Жаль, что Натали не хватило смелости продолжить свои рок-убеждения, но ведь речь идёт о Теннесси».
Шон Стивенсон из JesusFreakHideout сказал: «На этот раз Натали Грант действительно превзошла саму себя. Песни написаны великолепно, несмотря на некоторую шаблонность в некоторых моментах, а её вокальное мастерство сияет в каждой высокой ноте. Если вы поклонник Натали Грант, баллад или софт-рока, то Awaken может стать идеальным выбором».
Майкл Далтон из The Phantom Tollbooth заявил: «Пробуждение» — подходящее название для последней записи Натали Грант. Оно отражает перемены в её жизни и служит вызовом для её слушателей. Катализатором послужил эпизод из её любимой телепередачи Law & Order. В нём в драматической форме были показаны ужасы торговли людьми — торговля людьми через границы или внутри страны для самого бесчеловечного, недобровольного рабства. То, что увидела Натали, не только побудило её что-то сделать, но и дало ей страсть жить более полно, чтобы расширить свои границы как верующего и художника. Её новая страсть громко и ясно звучит в альбоме Awaken. Как и многие другие христианские исполнители в последнее время, её музыка на этом релизе приобретает более жёсткий характер. Она отходит от многоголосой современной музыки для взрослых в сторону более современного рока и поп-музыки. Пение, музыкальность, продюсирование и артистизм — все на высшем уровне. Многие песни на Awaken посвящены жизни на полную катушку. Примерно половина из них написана Грант в соавторстве, что ещё раз говорит о том, насколько она стала самостоятельной на этой записи. С помощью этой записи Грант обязательно обретёт новых поклонников, а также сохранит тех, кто уже ценит её творчество. Awaken заслуживает широкой аудитории, а её работа по оказанию помощи жертвам современного рабства достойна поддержки".

## Награды и номинации
Awaken был номинирован на 37-й церемонии GMA Dove Awards в категории «Поп/современный альбом года». Второй сингл альбома, «Held», был номинирован на звание «Песня года».

## Список композиций
| №                   | Название                                             | Автор(ы)                                             | Длительность |
| ------------------- | ---------------------------------------------------- | ---------------------------------------------------- | ------------ |
| 1.                  | «Intro (The Awakening)»                              | Bernie Herms                                         | 0:44         |
| 2.                  | «Awaken»                                             | Natalie Grant Rob Graves Jason McArthur Joy Williams | 3:47         |
| 3.                  | «Something Beautiful»                                | Chance Scoggins Matthew West                         | 3:20         |
| 4.                  | «What Are You Waiting For»                           | Bridget Benenate Steve Booker Matthew Gerrard        | 3:42         |
| 5.                  | «The Real Me»                                        | Grant                                                | 4:52         |
| 6.                  | «Another Day»                                        | Susanne Lewis Guy Zabka                              | 4:09         |
| 7.                  | «Home»                                               | Grant Trina Harmon Herms                             | 4:51         |
| 8.                  | «Captured»                                           | Graves Herms McArthur                                | 3:51         |
| 9.                  | «Held»                                               | Christa Wells                                        | 4:22         |
| 10.                 | «You Move Me»                                        | Grant Barry Weeks                                    | 4:16         |
| 11.                 | «Make Me Over»                                       | Grant Herms                                          | 5:33         |
| 12.                 | «Live for Today»                                     | Grant                                                | 4:24         |
| 13.                 | «Bring It All Together» (при участии Вайнонны Джадд) | Shaun Shankel Wells                                  | 6:26         |
| Общая длительность: | Общая длительность:                                  | Общая длительность:                                  | 54:15        |

## Чарты
| Чарт (2005)                            | Высшая позиция |
| -------------------------------------- | -------------- |
| США (Billboard 200)                    | 141            |
| США (Billboard Christian Albums)       | 3              |
| США (Billboard Top Heatseekers Albums) | 2              |
| США (Billboard Top Catalog Albums)     | 3              |

## Сертификации
| Регион                                                      | Сертификация | Продажи  |
| ----------------------------------------------------------- | ------------ | -------- |
| США (RIAA)                                                  | Золотой      | 500 000^ |
| ^ Данные о тиражах приведены только на основе сертификации. |              |          |